# Hubert Hamilton

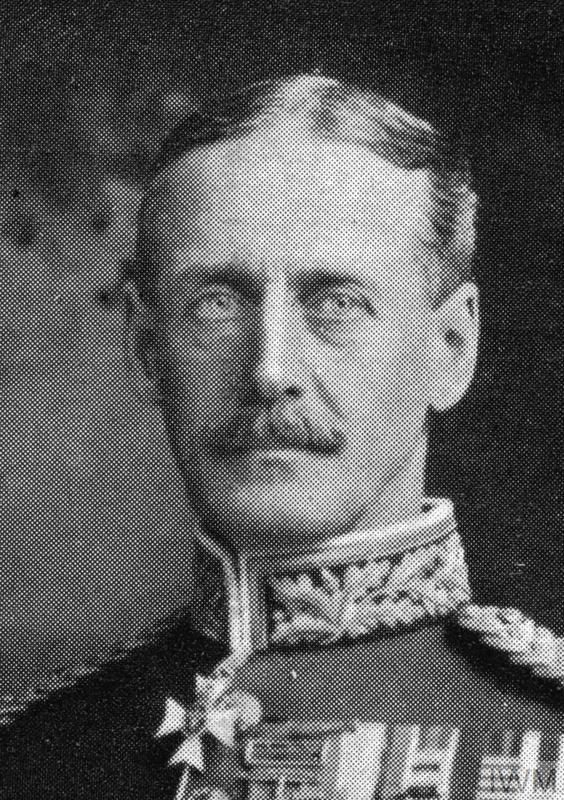
Generalmajor Hubert Hamilton

Hubert Ion Wetherall „Hammy“ Hamilton, CB, CVO, DSO (* 27. Juni 1861 in Plymouth, Devon, England; † 14. Oktober 1914 in Vieille-Chapelle, Département Pas-de-Calais, Frankreich) war ein britischer Offizier und zuletzt General der British Army, der zu Beginn des Ersten Weltkrieges als Kommandeur der 3. Division (3rd Division) fiel.

## Leben

### Familiäre Herkunft, Offiziersausbildung und Einsätze in Burma, Sudan und Südafrika
Hubert Ion Wetherall „Hammy“ Hamilton war der dritte Sohn und das fünfte von sechs Kindern von Generalleutnant Henry Meade Hamilton, CB, (1821–1895) und dessen Ehefrau Henrietta Mary Borrowes. Seine ältere Schwester Edith Althea Hamilton (1849–1927) war in erster Ehe mit Generalmajor George Pomeroy Colley verheiratet, der 1881 als Oberbefehlshaber im Ersten Burenkrieg fiel. In zweiter Ehe heiratete sie 1891 den Unterhausabgeordneten Wentworth Blackett Beaumont, 1906 zum 1. Baron Allendale erhoben wurde und dadurch bis zu seinem Tode dem Oberhaus angehörte. Sein älterer Bruder war General Sir Bruce Meade Hamilton (1857–1936), der zuletzt von 1909 bis 1913 Oberkommandierender des Heereskommandos Schottland (General Officer Commanding-in-Chief, Scottish Command) war. Sein jüngerer Bruder war Major Keith Randolph Hamilton.
Hubert Hamilton absolvierte nach dem Besuch des Haileybury and Imperial Service College eine Offiziersausbildung am Royal Military College Sandhurst (RMCS) und wurde nach dem Abschluss 1880 als Leutnant (Second Lieutenant) in das Linieninfanterieregiment 2nd (The Queen's Royal) Regiment of Foot übernommen. Er nahm am Dritter Anglo-Birmanischen Krieg (7. bis 29. November 1885) sowie an der Niederschlagung des Mahdi-Aufstandes teil, in der er insbesondere in der Schlacht am Atbara (8. April 1898), der Schlacht von Omdurman (2. September 1898) sowie zuletzt in der Schlacht von Umm Diwaykarat (24. November 1899) diente. Für seine Verdienste bei der Niederschlagung des Mahdi-Aufstandes wurde er 1898 Companion des Distinguished Service Order (DSO) und drei Mal im Kriegsbericht erwähnt (Mentioned in dispatches). Anschließend nahm er auch am Zweiten Burenkrieg (1899 bis 1902) teil und wurde hier weitere drei Male im Kriegsbericht erwähnt.

### Britisch-Indien, Aufstieg zum Generalmajor und Erster Weltkrieg

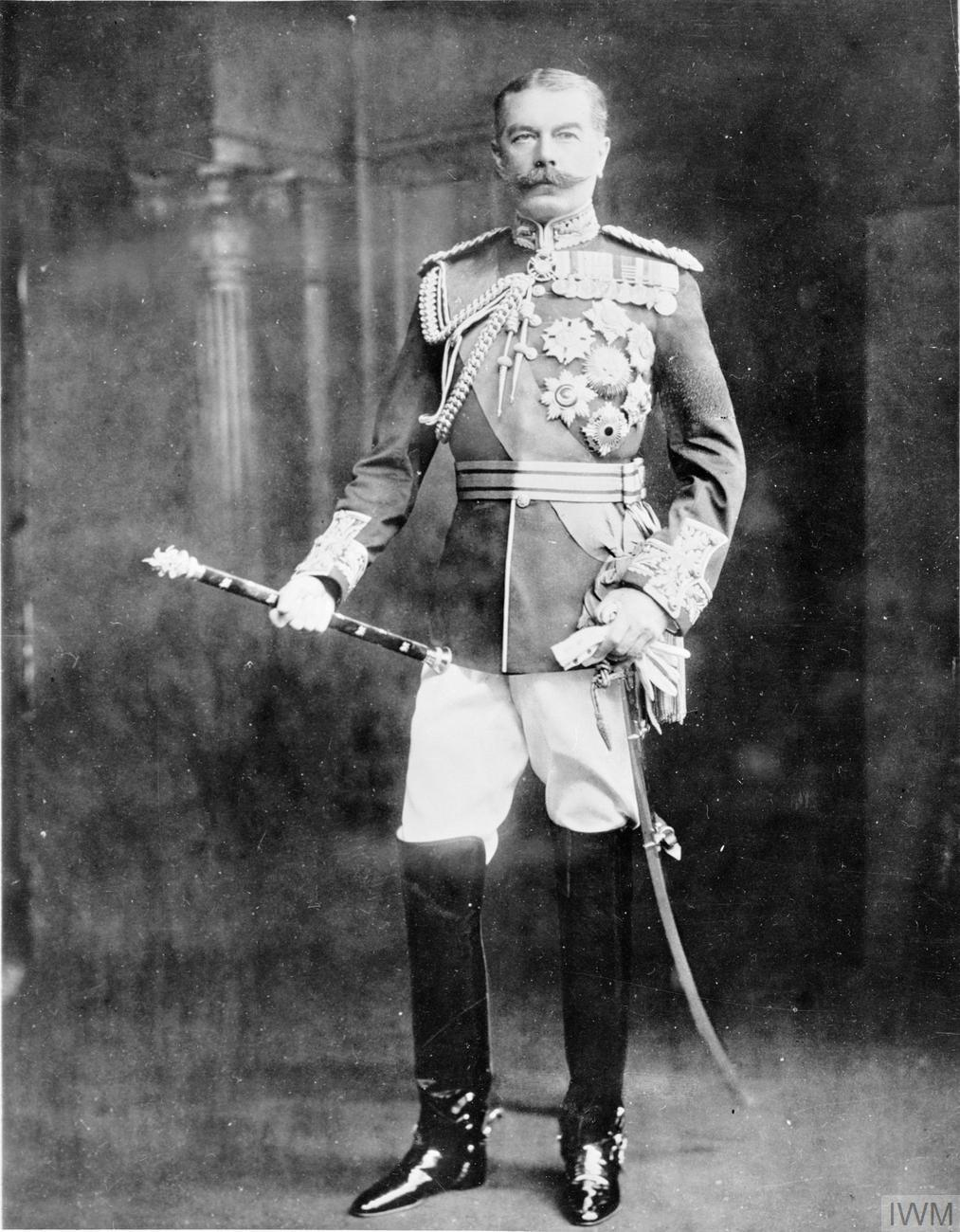
Der Oberbefehlshaber in Indien, Feldmarschall Herbert Kitchener, 1. Viscount Kitchener of Khartoum, dessen Militärischer Sekretär Oberst Hamilton von 1902 bis 1905 war.

Nach Beendigung des Zweiten Burenkrieges wurde „Hammy“ Hamilton nach Britisch-Indien zur Britisch-Indischen Armee versetzt und war als Oberst zwischen November 1902 und Dezember 1905 Militärischer Sekretär (Military Secretary) des Oberbefehlshabers in Indien, Feldmarschall Herbert Kitchener, 1. Viscount Kitchener of Khartoum. Danach war er als Brigadegeneral (Brigadier-General) zwischen Januar 1906 und Oktober 1908 Kommandeur der 7. Brigade (Commanding, 7th Brigade), die zunächst zur 4. Division (4th Division) sowie ab 1907 zur 3. Division im Heereskommando Süd (Southern Command) gehörte. In dieser Verwendung wurde er 1906 auch Companion des Order of the Bath (CB) und 1908 erfolgte seine Beförderung zum Generalmajor (Major-General), ehe er 1909 auch Commander des Royal Victorian Order (CVO) wurde.
Im Januar 1911 wurde Generalmajor Hamilton als Nachfolger von Brigadegeneral Hugh Archdale Kommandeur (General Officer Commanding) der 46. Division (46th (North Midland) Division) und hatte diesen Posten bis zu seiner Ablösung durch Generalmajor Edward Montagu-Stuart-Wortley im Juni 1914 inne. Zuletzt wurde er im Mai 1914 Nachfolger von Generalmajor Henry Rawlinson Kommandeur der 3. Division (3rd Division), die bis zum Ausbruch des Ersten Weltkriegs im August 1914 ebenfalls zum Heereskommando Süd gehörte. Nach Kriegsausbruch nahm er an der Westfront an der Schlacht von Le Cateau (26. August 1914) teil. Die 3. Division nahm daraufhin ab dem 9. September 1914 im Raum Château-Thierry an der als Gegenoffensive angelegten Schlacht an der Marne teil. Nach der Teilnahme an der Ersten Schlacht an der Aisne (12. September bis 20. September 1914) wurde die Division während des sogenannten „Wettlaufs zum Meer“ nach La Bassée verlegt. Hamilton ritt am 14. Oktober 1914 mit einigen Begleitern in der Nähe der Front bei Vieille-Chapelle. Als sie gerade abgestiegen waren, explodierte in ihrer Nähe eine Granate. Hamilton wurde von einem Granatsplitter an der Stirn getroffen und war sofort tot. 